# Banco de Londres y Río de la Plata
El Banco de Londres y Río de la Plata (en inglés: Bank of London and Río de la Plata) fue una institución financiera británica, que operó en Buenos Aires, Argentina, desde 1862 hasta 1923.

## Historia
La compañía financiera Banco de Londres, Buenos Ayres y Río de la Plata se formó con capitales ingleses en 1862. Su junta directiva estuvo integrada por G. W. Drabble, presidente, E. R. Duffield, director gerente y C. Hemery, como subgerente. En Buenos Aires, la junta estuvo presidida por Robert Thurburn y Thomas Hogg, quienes permanecieron en sus cargos hasta aproximadamente 1900.
El establecimiento bancario estaba ubicado en la esquina de las calles Piedad y Reconquista, del barrio de San Nicolás. Este banco llegó a tener sucursales en Córdoba, capital de la provincia homónima, y Rosario, Santa Fe, y también operaba la capital de Uruguay, Montevideo.
En Rosario la sucursal fue instalada en 1867, durante el gobierno de Nicasio Oroño, siendo el primer banco de la ciudad hasta la instalación del Banco Provincial de Santa Fe en 1874, que generó disputas y la detención del gerente del Banco de Londres y Río de la Plata, a lo cual el banco envió a su representante legal, Manuel Quintana, quien diálogo con el ministro de Relaciones Exteriores, Bernardo de Irigoyen, mientras que el cónsul británico mandaba la cañonera Beacon al puerto de Rosario como forma de amenaza. Irigoyen negó terminantemente cualquier pedido bajo amenaza, y los problemas se arreglarían de forma diplomática, con el consiguiente retiro del Beacon.
En 1918, el Banco de Londres y Río de la Plata fue adquirido por Lloyds Bank.